# Thọ Ninh
Thọ Ninh (tiếng Trung: 寿宁县, Hán Việt: Thọ Ninh huyện) là một huyện của thành phố Ninh Đức, tỉnh Phúc Kiến, Cộng hòa Nhân dân Trung Hoa. Huyện này có diện tích 284 km2, dân số 242.000 người. Thọ Ninh được chia ra các đơn vị hành chính gồm: 4 trấn, 10 hương.

## Khí hậu
| Dữ liệu khí hậu của Thọ Ninh, elevation 845 m (2.772 ft), (1991–2020 normals, extremes 1981–2010) | Dữ liệu khí hậu của Thọ Ninh, elevation 845 m (2.772 ft), (1991–2020 normals, extremes 1981–2010) | Dữ liệu khí hậu của Thọ Ninh, elevation 845 m (2.772 ft), (1991–2020 normals, extremes 1981–2010) | Dữ liệu khí hậu của Thọ Ninh, elevation 845 m (2.772 ft), (1991–2020 normals, extremes 1981–2010) | Dữ liệu khí hậu của Thọ Ninh, elevation 845 m (2.772 ft), (1991–2020 normals, extremes 1981–2010) | Dữ liệu khí hậu của Thọ Ninh, elevation 845 m (2.772 ft), (1991–2020 normals, extremes 1981–2010) | Dữ liệu khí hậu của Thọ Ninh, elevation 845 m (2.772 ft), (1991–2020 normals, extremes 1981–2010) | Dữ liệu khí hậu của Thọ Ninh, elevation 845 m (2.772 ft), (1991–2020 normals, extremes 1981–2010) | Dữ liệu khí hậu của Thọ Ninh, elevation 845 m (2.772 ft), (1991–2020 normals, extremes 1981–2010) | Dữ liệu khí hậu của Thọ Ninh, elevation 845 m (2.772 ft), (1991–2020 normals, extremes 1981–2010) | Dữ liệu khí hậu của Thọ Ninh, elevation 845 m (2.772 ft), (1991–2020 normals, extremes 1981–2010) | Dữ liệu khí hậu của Thọ Ninh, elevation 845 m (2.772 ft), (1991–2020 normals, extremes 1981–2010) | Dữ liệu khí hậu của Thọ Ninh, elevation 845 m (2.772 ft), (1991–2020 normals, extremes 1981–2010) | Dữ liệu khí hậu của Thọ Ninh, elevation 845 m (2.772 ft), (1991–2020 normals, extremes 1981–2010) |
| Tháng                                                                                             | 1                                                                                                 | 2                                                                                                 | 3                                                                                                 | 4                                                                                                 | 5                                                                                                 | 6                                                                                                 | 7                                                                                                 | 8                                                                                                 | 9                                                                                                 | 10                                                                                                | 11                                                                                                | 12                                                                                                | Năm                                                                                               |
| ------------------------------------------------------------------------------------------------- | ------------------------------------------------------------------------------------------------- | ------------------------------------------------------------------------------------------------- | ------------------------------------------------------------------------------------------------- | ------------------------------------------------------------------------------------------------- | ------------------------------------------------------------------------------------------------- | ------------------------------------------------------------------------------------------------- | ------------------------------------------------------------------------------------------------- | ------------------------------------------------------------------------------------------------- | ------------------------------------------------------------------------------------------------- | ------------------------------------------------------------------------------------------------- | ------------------------------------------------------------------------------------------------- | ------------------------------------------------------------------------------------------------- | ------------------------------------------------------------------------------------------------- |
| Cao kỉ lục °C (°F)                                                                                | 23.2 (73.8)                                                                                       | 26.8 (80.2)                                                                                       | 29.0 (84.2)                                                                                       | 31.1 (88.0)                                                                                       | 33.7 (92.7)                                                                                       | 34.4 (93.9)                                                                                       | 36.7 (98.1)                                                                                       | 35.4 (95.7)                                                                                       | 34.5 (94.1)                                                                                       | 31.4 (88.5)                                                                                       | 30.4 (86.7)                                                                                       | 23.8 (74.8)                                                                                       | 36.7 (98.1)                                                                                       |
| Trung bình ngày tối đa °C (°F)                                                                    | 10.7 (51.3)                                                                                       | 12.3 (54.1)                                                                                       | 15.4 (59.7)                                                                                       | 20.3 (68.5)                                                                                       | 23.8 (74.8)                                                                                       | 26.5 (79.7)                                                                                       | 29.7 (85.5)                                                                                       | 29.0 (84.2)                                                                                       | 25.9 (78.6)                                                                                       | 21.7 (71.1)                                                                                       | 17.4 (63.3)                                                                                       | 12.9 (55.2)                                                                                       | 20.5 (68.8)                                                                                       |
| Trung bình ngày °C (°F)                                                                           | 5.7 (42.3)                                                                                        | 7.1 (44.8)                                                                                        | 10.2 (50.4)                                                                                       | 15.0 (59.0)                                                                                       | 19.0 (66.2)                                                                                       | 22.2 (72.0)                                                                                       | 24.6 (76.3)                                                                                       | 24.1 (75.4)                                                                                       | 21.3 (70.3)                                                                                       | 16.7 (62.1)                                                                                       | 12.3 (54.1)                                                                                       | 7.4 (45.3)                                                                                        | 15.5 (59.9)                                                                                       |
| Tối thiểu trung bình ngày °C (°F)                                                                 | 2.4 (36.3)                                                                                        | 3.6 (38.5)                                                                                        | 6.5 (43.7)                                                                                        | 11.0 (51.8)                                                                                       | 15.2 (59.4)                                                                                       | 19.0 (66.2)                                                                                       | 21.0 (69.8)                                                                                       | 20.8 (69.4)                                                                                       | 18.1 (64.6)                                                                                       | 13.1 (55.6)                                                                                       | 8.7 (47.7)                                                                                        | 3.7 (38.7)                                                                                        | 11.9 (53.5)                                                                                       |
| Thấp kỉ lục °C (°F)                                                                               | −8.7 (16.3)                                                                                       | −7 (19)                                                                                           | −5.8 (21.6)                                                                                       | −0.5 (31.1)                                                                                       | 4.6 (40.3)                                                                                        | 8.9 (48.0)                                                                                        | 15.9 (60.6)                                                                                       | 15.3 (59.5)                                                                                       | 9.6 (49.3)                                                                                        | 1.4 (34.5)                                                                                        | −2.8 (27.0)                                                                                       | −9.8 (14.4)                                                                                       | −9.8 (14.4)                                                                                       |
| Lượng Giáng thủy trung bình mm (inches)                                                           | 73.5 (2.89)                                                                                       | 100.1 (3.94)                                                                                      | 187.7 (7.39)                                                                                      | 179.3 (7.06)                                                                                      | 238.6 (9.39)                                                                                      | 320.1 (12.60)                                                                                     | 226.4 (8.91)                                                                                      | 304.1 (11.97)                                                                                     | 175.0 (6.89)                                                                                      | 69.8 (2.75)                                                                                       | 73.3 (2.89)                                                                                       | 64.7 (2.55)                                                                                       | 2.012,6 (79.23)                                                                                   |
| Số ngày giáng thủy trung bình (≥ 0.1 mm)                                                          | 15.2                                                                                              | 15.7                                                                                              | 19.2                                                                                              | 18.4                                                                                              | 19.9                                                                                              | 20.5                                                                                              | 17.3                                                                                              | 20.9                                                                                              | 15.9                                                                                              | 9.8                                                                                               | 11.4                                                                                              | 11.6                                                                                              | 195.8                                                                                             |
| Số ngày tuyết rơi trung bình                                                                      | 2.5                                                                                               | 2.3                                                                                               | 0.7                                                                                               | 0.1                                                                                               | 0                                                                                                 | 0                                                                                                 | 0                                                                                                 | 0                                                                                                 | 0                                                                                                 | 0                                                                                                 | 0                                                                                                 | 0.7                                                                                               | 6.3                                                                                               |
| Độ ẩm tương đối trung bình (%)                                                                    | 82                                                                                                | 83                                                                                                | 83                                                                                                | 81                                                                                                | 82                                                                                                | 85                                                                                                | 81                                                                                                | 83                                                                                                | 82                                                                                                | 79                                                                                                | 81                                                                                                | 79                                                                                                | 82                                                                                                |
| Số giờ nắng trung bình tháng                                                                      | 107.7                                                                                             | 99.4                                                                                              | 106.8                                                                                             | 125.0                                                                                             | 127.6                                                                                             | 122.1                                                                                             | 202.4                                                                                             | 176.9                                                                                             | 144.1                                                                                             | 155.9                                                                                             | 123.3                                                                                             | 130.8                                                                                             | 1.622                                                                                             |
| Phần trăm nắng có thể                                                                             | 33                                                                                                | 31                                                                                                | 29                                                                                                | 32                                                                                                | 30                                                                                                | 29                                                                                                | 48                                                                                                | 44                                                                                                | 39                                                                                                | 44                                                                                                | 38                                                                                                | 41                                                                                                | 37                                                                                                |
| Nguồn: China Meteorological Administration                                                        |                                                                                                   |                                                                                                   |                                                                                                   |                                                                                                   |                                                                                                   |                                                                                                   |                                                                                                   |                                                                                                   |                                                                                                   |                                                                                                   |                                                                                                   |                                                                                                   |                                                                                                   |